# Vasugupta
Vasugupta (Sanskrit: वसुगुप्त Vasugupta [ʋʌsʊˈɡʊptʌ]) (* 875; † 925) war ein Heiliger des kaschmirischen Shivaismus, der als einer der fünf großen Philosophen dieser shivaitischen Schule gilt. Der Tradition nach soll er die höchsten Bewusstseinstufen des Trika-Yoga verwirklicht haben. Er entwickelte auch aus einem asketischen Tantrismus eine Haushälter-Religion, die dem Shaiva Siddhanta nahestand.
Vasugupta soll eine der wichtigsten Schriften des kaschmirischen Shivaismus direkt von Shiva empfangen haben, die Shiva-Sutras. In diesen Schriften wird das, für den kaschmirischen Shivaismus grundlegende, Prinzip des Spanda (Vibration) erstmals erwähnt und spätere Autoren haben dieses Prinzip dann weiterentwickelt. Spanda ist als Vibration die Bewegung des reinen Bewusstseins, die mit dem inneren Selbst und der objektiven Welt identisch ist. Spanda ist auch ein Prinzip der Materie, da seine Essenz die Materie kontrolliert und durchdringt. Gleichzeitig ist Spanda mit den Vibrationen des Bewusstseins oder Geistes verbunden.
Im 9. Jahrhundert schrieb ein Schüler Vasuguptas, Bhatta Kallata, das Spandakarikas und Kommentare zu diesem, in denen die Idee des Spanda weiterentwickelt wurde.